# Dracula olmosii
Dracula olmosii är en orkidéart som beskrevs av Carlyle August Luer och Maduro. Dracula olmosii ingår i släktet Dracula och familjen orkidéer.
Artens utbredningsområde är Panamá. Inga underarter finns listade i Catalogue of Life.